# Assan Ceesay
Assan Torrez Ceesay (* 17. März 1994 in Banjul) ist ein gambischer Fußballspieler. Der Stürmer steht beim Damac FC in Saudi-Arabien unter Vertrag und ist gambischer Nationalspieler.

## Karriere

### Verein
Über Ceesays Juniorenjahre ist nichts bekannt. Als 20-Jähriger wechselte er vom Gamtel FC aus der gambischen Hauptstadt Banjul zu Casa Sports in Ziguinchor (Senegal) und spielte zwei Jahre lang für den Verein. Im Sommer 2016 verpflichtete ihn der Schweizer Superligist FC Lugano, in dessen Fünftligamannschaft er eingesetzt wurde. Nach zwölf Toren in zwölf Ligaspielen folgte zur Saison 2016/17 die Beförderung in die erste Mannschaft. Der Gambier kam auf zwölf Erstliga- sowie zwei Cupspiele und konnte je zwei Tore und Assists beisteuern.
Im Sommer 2017 folgte eine einjährige Leihe in die Challenge League zum FC Chiasso. Ceesay lief als Stammspieler in 31 Ligaspielen auf, traf achtmal und bereitete sechs weitere Treffer vor, darüber hinaus war er auch zweimal im Cup aktiv. Mit Chiasso wurde der Gambier am Saisonende Tabellenachter. Nach sechs weiteren Einsätzen für Lugano wurde der Angreifer im September 2018 an den Ligakonkurrenten FC Zürich verkauft, an den er sich bis Juni 2022 band. Mit dem Verein scheiterte Ceesay im Halbfinale des nationalen Cups am FC Basel sowie in der Zwischenrunde der Europa League an der SSC Neapel und beendete mit ihm die Spielzeit auf Rang 7; der Spieler traf in 22 Partien dreimal.
Nach lediglich einem Tor in 15 weiteren Pflichtspielen wurde Ceesay Ende Januar 2020 bis zum Ende der Zweitligasaison nach Deutschland an den VfL Osnabrück verliehen.
Nach Leihende und der Rückkehr nach Zürich avancierte er zur folgenden Spielzeit 2020/21 zum Stammspieler beim FCZ.
Am 16. Juni 2022 gab die US Lecce die Verpflichtung von Ceesay bekannt. Dort lief er für eine Spielzeit auf, bevor er zum Damac FC wechselte.

### Nationalmannschaft
Nach Länderspielen für Nachwuchsmannschaften seines Heimatlandes ist Ceesay seit 2013 für die A-Nationalmannschaft Gambias aktiv. Mit ihr nahm er an der Qualifikation zum Afrika-Cup 2021 teil, nachdem er mit der Mannschaft bereits zweimal die Teilnahme verpasst hatte.